# Encontrados (Venezuela)
Pour les articles homonymes, voir Encontrados.
Encontrados est une ville du Venezuela située dans l'État de Zulia. Fondée en 1778, la ville est le chef-lieu de la municipalité de Catatumbo et de la paroisse civile d'Encontrados. En 2011, sa population est estimée à 48 000 habitants. Elle est connue comme étant la capitale mondiale de la foudre, en raison d'un phénomène météorologique exceptionnel connu sous le nom de foudre de Catatumbo.

## Histoire
En 1550, alors que le conquistador allemand Ambrosius Ehinger fonde Maracaibo, l'actuelle capitale de l'État de Zulia, il lance une expédition en direction du Sud à travers le massif de la serranía del Perijá, anciennement appelée serranía de Itotes, vers Ocaña actuellement en Colombie, à travers le territoire des indiens Chitareros. Son lieutenant Nicolas Federmen se rend dans les vallées autour de Cúcuta, d'où il repart pour Maracaibo en suivant le cour du río Zulia qui rejoint le río Catatumbo, confluent qui porte le nom de los ríos encontrados en espagnol, « les rivières trouvées » en français, appellation qui donne son nom à l'agglomération urbaine actuelle d'Encontrados.
Les membres de l'expédition relatent l'existence de cette grande vois fluviale et la fertilité des terres environnantes. Ainsi, la compagnie Guipuscoane de Caracas va commencer l'exploitation de la région pour son bois, la résine et les produits agricoles et piscicoles comme le bétail, la noix de coco, le poisson salé, le gibier, le maïs et le cacao, des implantations qui sont à l'origine de nombreuses haciendas. C'est à cette période que la ville d'Encontrados est fondée pour servir de centre de collecte de ces produits.
La construction du chemin de fer, appelé Gran ferrocarril del Táchira, « Grand chemin de fer du Táchira » en français, entre les villes de San Félix et Encontrados en 1896 est synonyme d'une période de prospérité pour la région. Au début du XXe siècle débute l'exploitation pétrolière sous l'égide du seigneur Teodoro Gutiérrez qui obtient les premières concessions en 1913 avec la Colón Development Company.

## Économie
Les principales activités économiques de la ville sont tournées vers l'agriculture et l'élevage : porcs, bovins, volaille, productions laitière et fromagère.

## Sources
- (es) Cet article est partiellement ou en totalité issu de l’article de Wikipédia en espagnol intitulé « Encontrados » (voir la liste des auteurs).